# Kjell-Olof Bornemark
 (juin 2023).
Si vous disposez d'ouvrages ou d'articles de référence ou si vous connaissez des sites web de qualité traitant du thème abordé ici, merci de compléter l'article en donnant les références utiles à sa vérifiabilité et en les liant à la section « Notes et références ».
Kjell-Olof Bornemark, né en 1924 et mort le 20 septembre 2006, est un écrivain suédois, auteur de roman policier et de roman d'espionnage.

## Biographie
Il est opérateur radio dans la marine suédoise et la marine marchande jusqu'en 1951. Par la suite, il travaille dans le milieu de l'édition, des médias et des relations publiques. Il a été rédacteur en chef d'une revue politique socialiste.
Entre 1982 et 1994, il publie huit thrillers et romans d'espionnage. Ces thrillers, qui lorgnent vers le roman noir, mettent en scène des joueurs et les récits d'espionnage des espions qui, au lieu d'être aussi glamour que James Bond, sont souvent des petits hommes grassouillets et négligés. Bornemark mêle adroitement au suspense de ses intrigues des réflexions philosophiques ou politiques. La qualité de ses œuvres les placent à la frontière de la littérature de genre et de la grande littérature.
Il obtient le prix du meilleur roman policier suédois en 1989 pour Coupable sans faute (Skyldig utan skuld).

## Œuvre
- Legat till en trolös (1982) Publié en français sous le titre La Roulette suédoise, traduit par Régis Boyer, Paris, Éditions Calmann-Lévy, coll. « Traduit de », 1984, 255 p.  (ISBN 2-7021-1293-5)
- Skiljelinjen (1983)
- Förgiftat område (1984)
- Handgången man (1986)
- Skyldig utan skuld (1989) Publié en français sous le titre Coupable sans faute, traduit par Alain Gnaedig, Paris, Éditions Denoël, coll. « Thrillers étrangers », 1992, 199 p.  (ISBN 2-207-23969-1)
- De Malätna (1991) Publié en français sous le titre Les Miteux, traduit par Alain Gnaedig, Paris, Éditions Denoël, coll. « Thrillers étrangers », 1994, 204 p.  (ISBN 2-207-24030-4)
- Kontrollören (1992)
- Spelaren (1994)

## Prix et distinctions notables
- 1989 : prix du meilleur roman policier suédois pour Coupable sans faute (Skyldig utan skuld).